# Bray Studios
Bray Studios é uma instalação de cinema e televisão em Bray, perto de Maidenhead, em Berkshire, Inglaterra. O modelo e as filmagens em miniatura para o filme Alien foram filmados lá, assim como The Rocky Horror Picture Show. Ele é mais conhecido por sua associação com a Hammer Film Productions e contém quatro etapas, além de escritórios e oficinas.
A Hammer originalmente alugou casas de campo para fazer filmes, até que a empresa eventualmente comprou Down Place nas margens do Tamisa, perto de Bray. Depois de usar todos os quartos e ângulos em seus filmes, isso mais tarde ampliou a casa na atual Bray Studios. A última produção Hammer feita em Bray foi The Mummy's Shroud, que envolveu em 21 de outubro de 1966. Hammer vendeu o estúdio em novembro de 1970. A Bray Studios continua a acolher televisão, obras cinematográficas e ensaios de bandas até hoje. A instalação hoje está sob ameaça de reurbanização em uma área residencial sob o atual proprietário do estúdio que tem reivindicado não haver nenhuma chamada para o estúdio mais, apesar de ter recusado um número de pedidos de produções para utilizar as instalações. Um grupo de pressão está a tentar salvar o estúdio.